# HYLAS 4
HYLAS 4 ist ein kommerzieller Kommunikationssatellit von Avanti Communications.
Er wurde am 5. April 2018 um 21:34 UTC mit einer Ariane-5-Trägerrakete vom Raketenstartplatz Centre Spatial Guyanais (zusammen mit DSN-1/Superbird-8) in eine geostationäre Umlaufbahn gebracht.
Der dreiachsenstabilisierte Satellit ist mit 66 fest ausgerichteten Ka-Band- und 4 ausrichtbaren Ka-Band-Transpondern ausgerüstet und soll von der Position 33,5° West aus Afrika und Europa mit Telekommunikationsdienstleistungen versorgen. Er wurde auf Basis des Satellitenbusses GEOStar-3 der Orbital ATK gebaut und besitzt eine geplante Lebensdauer von 15 Jahren.